# ان‌جی‌سی ۳۶۱
ان‌جی‌سی ۳۶۱ (انگلیسی: NGC 361) یک خوشه باز در ابر ماژلانی کوچک و در صورت فلکی توکان است. این خوشه در ۶ سپتامبر ۱۸۲۶ توسط جیمز دانلوپ کشف شد.